# 14.º arrondissement de Paris

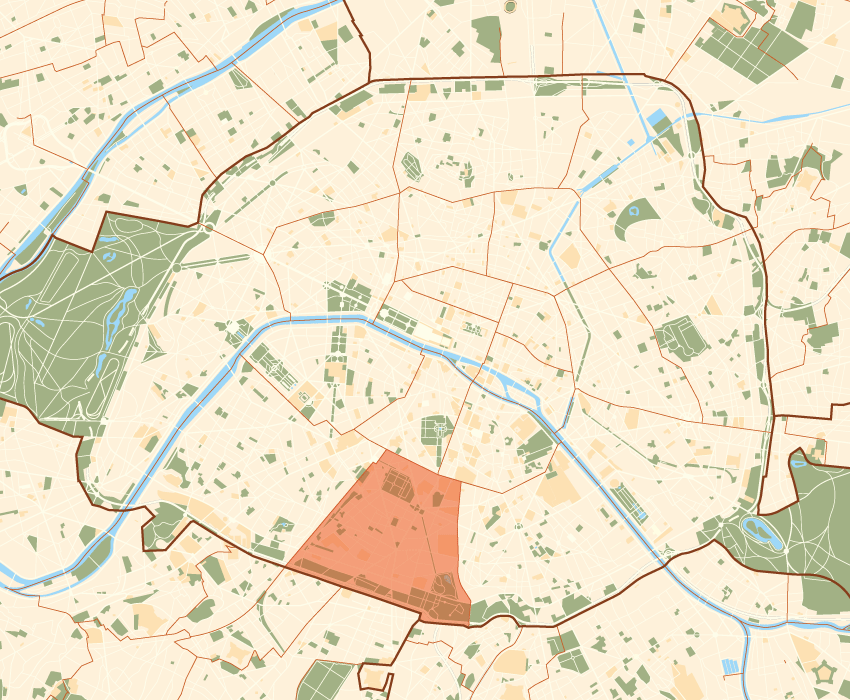
Mapa do 14.º arrondissement, assinalado a vermelho.

O 14.º arrondissement de Paris é um dos 20 arrondissements de Paris, situado na margem esquerda do rio Sena.

## Bairros
1. Quartier du Montparnasse
2. Quartier du Parc Montsouris
3. Quartier du Petit-Montrouge
4. Quartier de Plaisance

## Demografia
Em 2006, a população era de 134 370 habitantes numa área de 564 hectares, com uma densidade de 23 824 hab./km².
| Ano (censo nacional)     | População | Densidade (hab./km²) |
| ------------------------ | --------- | -------------------- |
| 1954 (pico populacional) | 181 414   | 32 274               |
| 1962                     | 178 149   | 31 693               |
| 1968                     | 167 093   | 29 727               |
| 1975                     | 149 137   | 26 532               |
| 1982                     | 138 596   | 24 657               |
| 1990                     | 136 574   | 24 297               |
| 1999                     | 132 844   | 23 554               |
| 2006                     | 134 370   | 23 824               |